# Lattato 2-monoossigenasi
La lattato 2-monoossigenasi è un enzima appartenente alla classe delle ossidoreduttasi, che catalizza la seguente reazione:
(S)-lattato + O2 ⇄ acetato + CO2 + H2O
L'enzima è una flavoproteina (FMN).